# 대한민국의 폭탄주
폭탄주(爆彈酒)는 알콜도수가 강한 음료가 들은 작은 잔을 그보다 도수가 약한 음료가 들은 큰 잔에 빠뜨려 만드는 대한민국의 칵테일이다.

## 종류
- 소맥
- 혼돈주

## 역사
흔히 폭탄주는 군사문화와 연관되어 군인들이 처음 시작한 것으로 알려져 있으나, 실제로는 1983년 강원도의 군, 검찰, 안기부, 경찰 등의 지역 기관장 모임에서 처음으로 만들어 마셨고 당시 춘천지검장이던 박희태가 널리 퍼뜨렸다는 것이 정설이다. 특히 상명하복(上命下服)의 검찰 문화와 연계되어 검찰에서 매우 유행하였으나 오늘날에는 이러한 인식을 바꾸기 위해서 폭탄주를 멀리하는 것으로 알려졌다.
- 1986년 3월 21일 소위 '국회 국방위 사건'이 일어났다. 제129회 임시국회 개회를 마친 국회 국방위 소속의 여야 의원 10여명과 육군 수뇌부 8명이 서울특별시 중구 회현동의 요정 ‘회림’에 모여 폭탄주를 마시다가 장성들과 국회의원들 사이에 싸움이 붙었다. 남○○의원이 벽에 던진 컵이 깨지면서 이○○ 소장의 눈두덩이에 유리파편이 박혔고, 이에 흥분한 이○○소장이 남○○의원에게 발길질을 하면서 난장판이 벌어졌다. 이 사건으로 국방부장관과 참모총장이 공식으로 사과하기도 했다. 오히려 이 사건이 언론을 통해서 소개되면서 일반인들 사이에서도 폭탄주가 널리 유행하기 시작했다.[2]
- 1995년 서석재 당시 총무처장관은 기자들과 술자리에서 폭탄주를 마시며 '시중에 전직 대통령의 비자금 4천억원에 대한 소문이 있다'는 발언을 했고 결국 이것은 박계동 의원의 비자금 폭로로 이어졌다.[3]
- 1999년 6월 7일 진형구 대검 공안부장은 폭탄주를 곁들인 점심 식사 이후 술에 취한 채 기자들에게 '(1998년의) 조폐공사 파업은 공기업 구조조정을 위해 사실 검찰이 유도한 것이다'라는 발언을 했다. 결국 이로 인해서 진형구 부장은 기소되었고 김태정 당시 법무부 장관까지 해임되었다.
- 2005년 4월 16일 인천대공원 벚꽃축제 개막식 후 안상수 인천시장과 술을 마시던 신○○의원과 최○○의원이 폭탄주를 마신후 사소한 말다툼에서 시작하여 상을 뒤집고 맥주병을 던지는 등 난투극을 벌였다.[4]

## 같이 보기
- 영화 《흐르는 강물처럼》에는 맥주에 위스키잔을 떨어뜨려 술을 마시는 장면이 나온다.